# 8126 Chanwainam
8126 Chanwainam è un asteroide della fascia principale. Scoperto nel 1966, presenta un'orbita caratterizzata da un semiasse maggiore pari a 2,7828544 UA e da un'eccentricità di 0,1631717, inclinata di 6,98741° rispetto all'eclittica.
L'asteroide è dedicato al filantropo cinese Chan Wainam.